# バッダースリー・クリントン
- バッダースリー・クリントン
- バッディズリー・クリントン
- バッデスリー・クリントン
- バッズリー・クリントン

バッダースリー・クリントン (Baddesley Clinton) はイングランドのウォリックシャー、ウォリックの街から13キロほど北西に行ったところにあるマナー・ハウスである。おそらく13世紀頃、フォレスト・オブ・アーデンが開拓され農地へと変えられた頃にここに堀が作られ、15世紀初め頃に屋敷が作られた。指定史跡(Scheduled monument)であり、ホールは第1級イギリス指定建造物でもある。

## 来歴

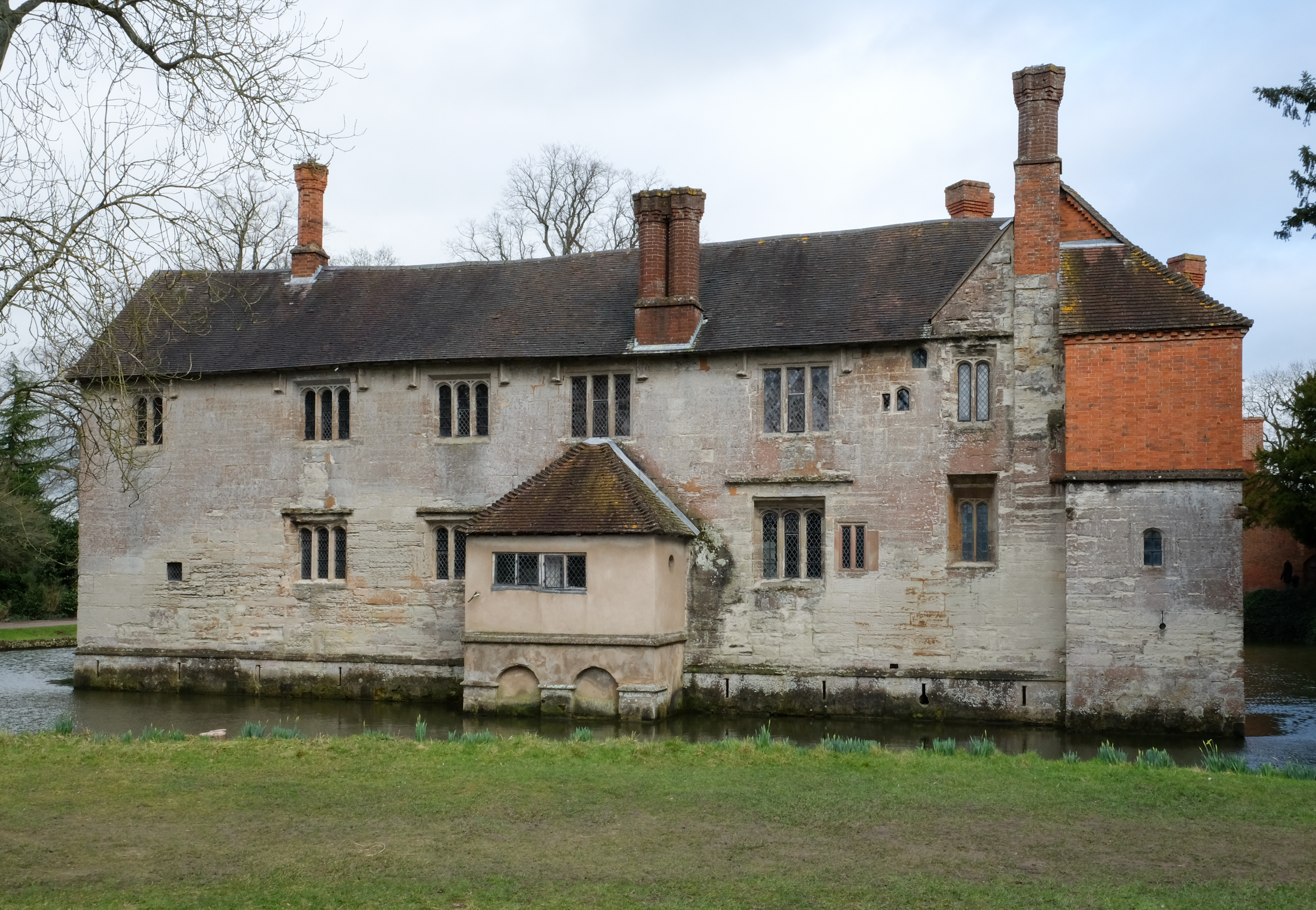
後方から見たバッダースリー・クリントン

サクソン人のバエディ( Baeddi)という人物がこの屋敷の近辺にある森を切り開いたと言われており、その後13世紀頃にデ・クリントン一族が堀を作った。屋敷の名前はこの人々に由来していると言われている。
1438年にイングランドの財務補佐官であったジョン・ブロームが付近の荘園ごと購入した。不動産は1438年に息子ニコラスに譲られた。ニコラスは教区牧師を殺害し、この罪滅ぼしのため教区の教会である聖マイケル教会の拡張を行ったと言われている。ニコラスはバッダースリー・クリントンの屋敷の図書室で妻に対してなれなれしい振る舞いをしていた牧師を殺害し、その際に飛び散った血のしみが部屋についているという噂があったが、しみは実在するものののちの調査で豚の血によるものであることがわかっており、そもそも図書室の建設に使われた木材はこの時期よりも100年ほど新しいものであったため、図書館で殺人が行われたという伝説は間違っていたことがわかった。ニコラスは1517年に亡くなったが、生前の罪への後悔の念を示すため、来客に踏まれる屋敷の玄関の下の場所に埋葬された。銃眼や跳ね橋などはこの時期にできたのではないかと考えられている。ニコラスの死後、屋敷はその娘へと受け継がれた。娘はウォリックシャーの州長官エドワード・フェラーズと1500年頃に結婚していた。1526年以降、エドワード・フェラーズが屋敷を拡張して現在に近い形にした。
「好古家」(The Antiquary)ヘンリー・フェラーズは1549年から1633年までここに住んでおり、一族の紋章を表すステンドグラスや木の彫刻を飾る伝統を始めるなど、バッダースリー・クリントンにいろいろな改装を加えた。このようなステンドグラスは現在まで屋敷の公開されている部屋に多数残っている。ヘンリーはグレート・ホールや庭園も造ったと考えられている。 1590年頃からヘンリーは屋敷をカトリック教徒に使わせるようになり、宗教改革の騒乱から逃れようとした聖職者たちをかくまっていたため、屋敷の中には隠れ場所がいくつかある。
18世紀にはグレート・ホールは煉瓦で改修され、東側は拡張されたが、もともとの建物のスタイルを維持するため細心の注意が払われた。
1860年代に、フェラーズ家の親類であった小説家のジョージアナ・チャタトンとその2番目の夫エドワード・デリングがこの屋敷に住むようになった。2人ともカトリックに改宗していた。 屋敷のカトリック礼拝堂が再建され、1940年代まで内装が大きく変更され、とくに礼拝堂の外側の2階部分が完全に改修された。
19世紀末には既に魅力のある田舎の屋敷として知られており、雑誌『カントリー・ライフ』が1897年に創刊された際、第一号にはこの屋敷の古式ゆかしいたたずまいを礼賛する記事が掲載された。
バッダ―スリー・クリントンは1940年に売りに出され、ナショナル・トラストの活動に関心を持っていた一族の遠い親戚、トマス・ウォーカーが購入した。ウォーカー家は名前に「フェラーズ」を加え、息子であるトマス・フェラーズ＝ウォーカーは1970年代に家屋を相続したのち1980年代にナショナル・トラストへ屋敷を移管した。1982年から一般公開されるようになった。
1986年にグラナダテレビが制作した『シャーロック・ホームズの冒険』のエピソード「マスグレーブ家の儀式書」ではバッダースリー・クリントンの外観が多くのショットで使用された。2016年10月にはBBC Oneの『アンティーク・ロードショー』が撮影された。
現在、屋敷には大きな幾何学式庭園や池があり、18世紀にさかのぼる農家も多数ある。屋敷の中には壮麗なグレート・ホール、パーラー、図書室をはじめとする部屋があり、16世紀の彫刻装飾や家具などが多数あるほか、のちの住人が19世紀頃から使っていた装飾品なども展示されている。聖マイケル教会は屋敷と多くの歴史的共通点があるが、数百メートルほど小径を行ったところにある。

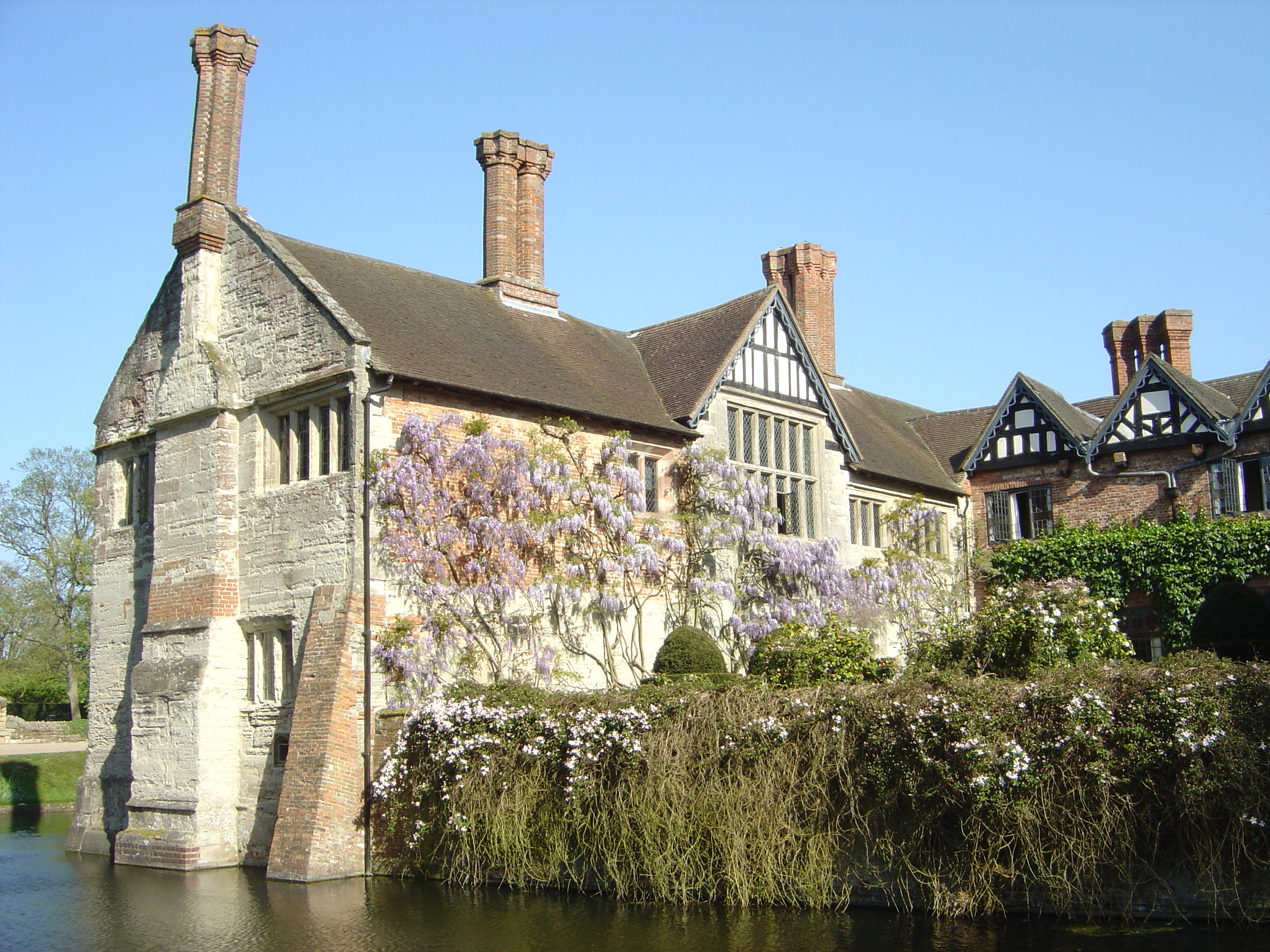
バッダースリー・クリントン

## カトリック教徒の隠れ家

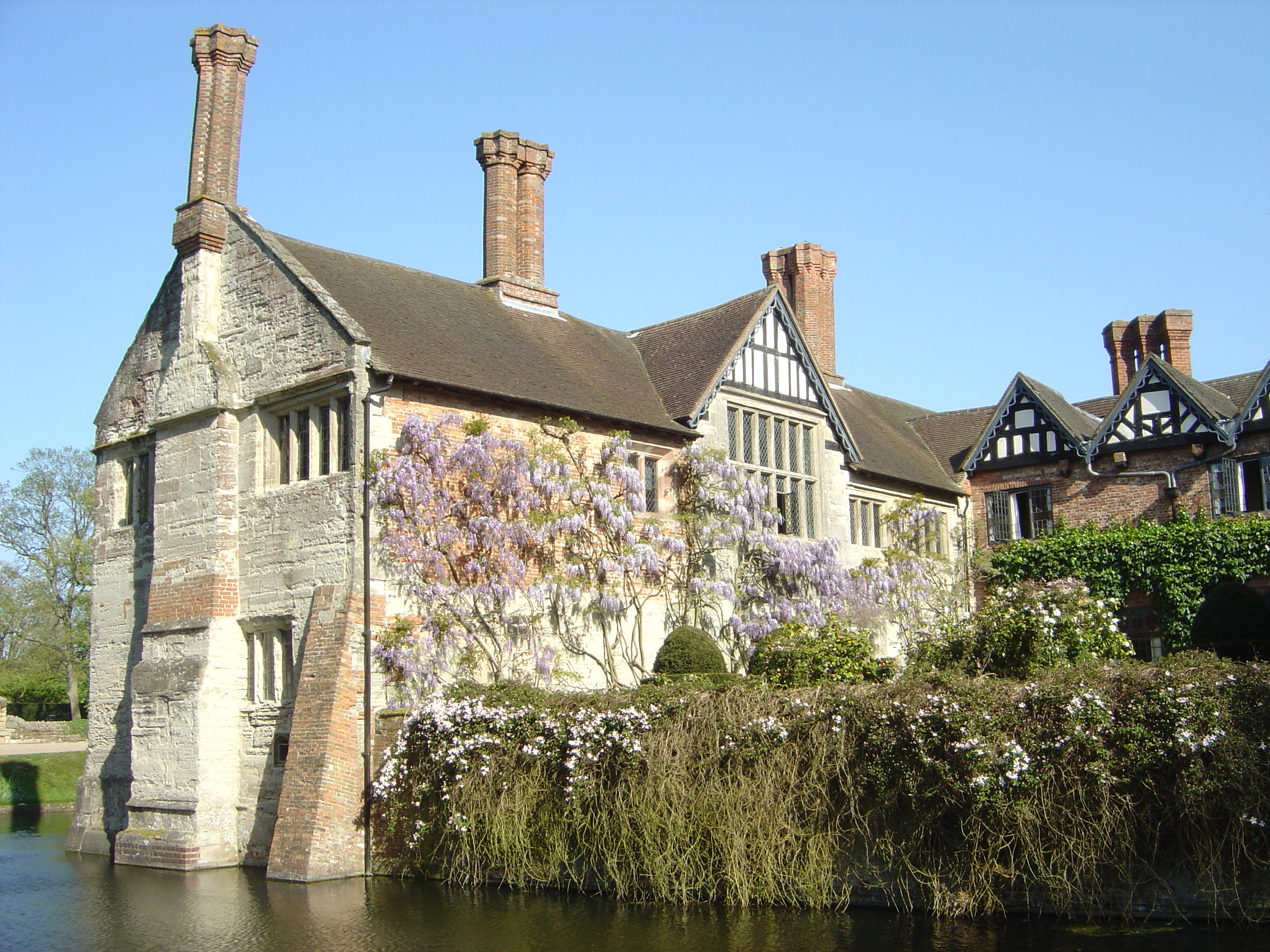
Baddesley Clinton

フェラーズ一家は他の多くのウォリックシャーのジェントリー同様、宗教改革の後も国教を忌避してローマンカトリックであり続けた可能性がある。一族はカトリックの聖職者をかくまっていたが、これはもし見つかったら謀反として死刑に処される恐れもある行為であり、一族は聖職者を保護し隠しておくため特別な準備を行っていた。カトリックの聖職者を隠すプリースト・ホールや、捜査が入った時に逃げられるよう秘密の通路も作られた。そのうち一つのホールはモート・ルームの外にあり、木の羽目板で隠れたドアの後ろに小さい部屋がある。ふたつめのホールは天井につながっており、訪れた人には見えないが6名程度の人が入れる。三つめは古いトイレに隠してある。逃亡者は2階からロープをつたい、古い寝室のシャフトを使って屋敷の昔の下水設備に降りることができ、この下水は建物中を通っていて少なくとも十数人は隠れることができた。こうしたプリースト・ホールはのちに列聖されたイエズス会の平修士ニコラス・オーウェンが作ったと言われており、オーウェンは近くのハーヴィントン・ホールをはじめとする多数の巧妙な隠れ場所を作ったことで有名である。

## 幽霊伝説
非常に古い屋敷であるため、19世紀の末頃から幽霊が出るという噂がたっている。

## 参考資料
- Burke, John. History of the Commoners of Great Britain and Ireland, Volume 3 (1835), pp 127–131; ISBN 978-18472-7168-6
- Warwickshire County Council Timetrail
- The Gatehouse Gazetteer